# Nuestra Señora de la Concepción (Schiff, 1638)
Die Nuestra Señora de la Concepción (deutsch: „Unsere liebe Frau von der [unbefleckten] Empfängnis“) war eine sehr große spanische Manila-Galeone, die 1638 – reich beladen mit fernöstlichen Waren – auf der Fahrt von Manila nach Acapulco war. Am 20. September lief sie in einem Sturm auf ein Saumriff der Agingan Bay im Südwesten von Saipan, der Hauptinsel der Nördlichen Marianen. Nur wenige der rund 400 Seeleute und Passagiere an Bord überlebten den Untergang des Schiffes, sechs von ihnen gelang es, mit einem Boot Guam zu erreichen, von wo sie nach Manila zurückkehrten und von der Katastrophe berichteten. Die Nuestra Señora de la Concepción war zwischen 140 und 160 Fuß lang (etwa 42 bis 49 Meter) und hatte eine Verdrängung von 2.000 Tonnen. Mitte der 1980er Jahre wurde das Wrack des Schiffes wiederentdeckt und schließlich 1987 geborgen.